# Енгелберт II (Горица)
Енгелберт II фон Гьорц (на немски: Engelbert II von Görz; † 1 април 1191) от род Майнхардини, е маркграф и пфалцграф на Графстрво Горица (1150 – 1191), 1137 г. фогт на Милщат, на Аквилея, на „Св. Петер“ в Истрия, 1145 г. пфалцграф в Херцогство Каринтия и известно време маркграф на Истрия (ок. 1188 – 1191).

## Живот
Той е син на граф Майнхард I фон Гьорц († 1142) и втората му съпруга Елизабет фон Шварценбург († ок. 1130), дъщеря на граф Бото.
Енгелберт II е привърженик на Хоенщауфените. През 1145 г. е номиниран на пфалцграф на Каринтия. През 1150 г. наследява графството Горица от брат си Хайнрих II († 1150).

## Фамилия
Енгелберт II се жени за Аделхайд фон Шайерн-Фалай, дъщеря на граф Ото I фон Дахау-Фалай († 1130) от фамилията Вителсбахи и съпругата му Аделхайд фон Вайлхайм. Тя е внучка на граф Арнолд I фон Шайерн. Те имат децата:
- Енгелберт III († 1220), граф на Горица от 1191 до 1220 г.
- Майнхард II (1160 – 1231), граф на Горица от 1220 до 1231 г.
- Беатрикс, монахиня в Аквилея